# Petrus Fagelin
Petrus Fagelin, född 28 november 1694, död 26 oktober 1765 i Hallaryds församling, Kronobergs län, var en svensk präst.

## Biografi
Petrus Fagelin föddes 1694 på Gylteboda i Vittaryds församling. Han var son till en bonde. Fagelin blev 1718 student vid Lunds universitet och 1724 kollega vid Växjö trivialskola. Han prästvigdes 16 april 1725 och blev 1730 kyrkoherde i Hallaryds församling. Fagelin blev senare prost och avled 1765 i Hallaryds församling.

### Familj
Fagelin gifte sig 12 juli 1730 med Anna Elisabet Colliander (1715–1789). Hon var dotter till kyrkoherden Magnus Colliander i Hallaryds församling. De fick tillsammans barnen Maria Cecilia Fagelin (1733–1750), Christina Fagelin (1745–1745) och Helena Christina Fagelin (född 1747) som gifte sig med kyrkoherden Erland Ulmgren i Angelstads församling.